# Cohors quinquagenaria equitata

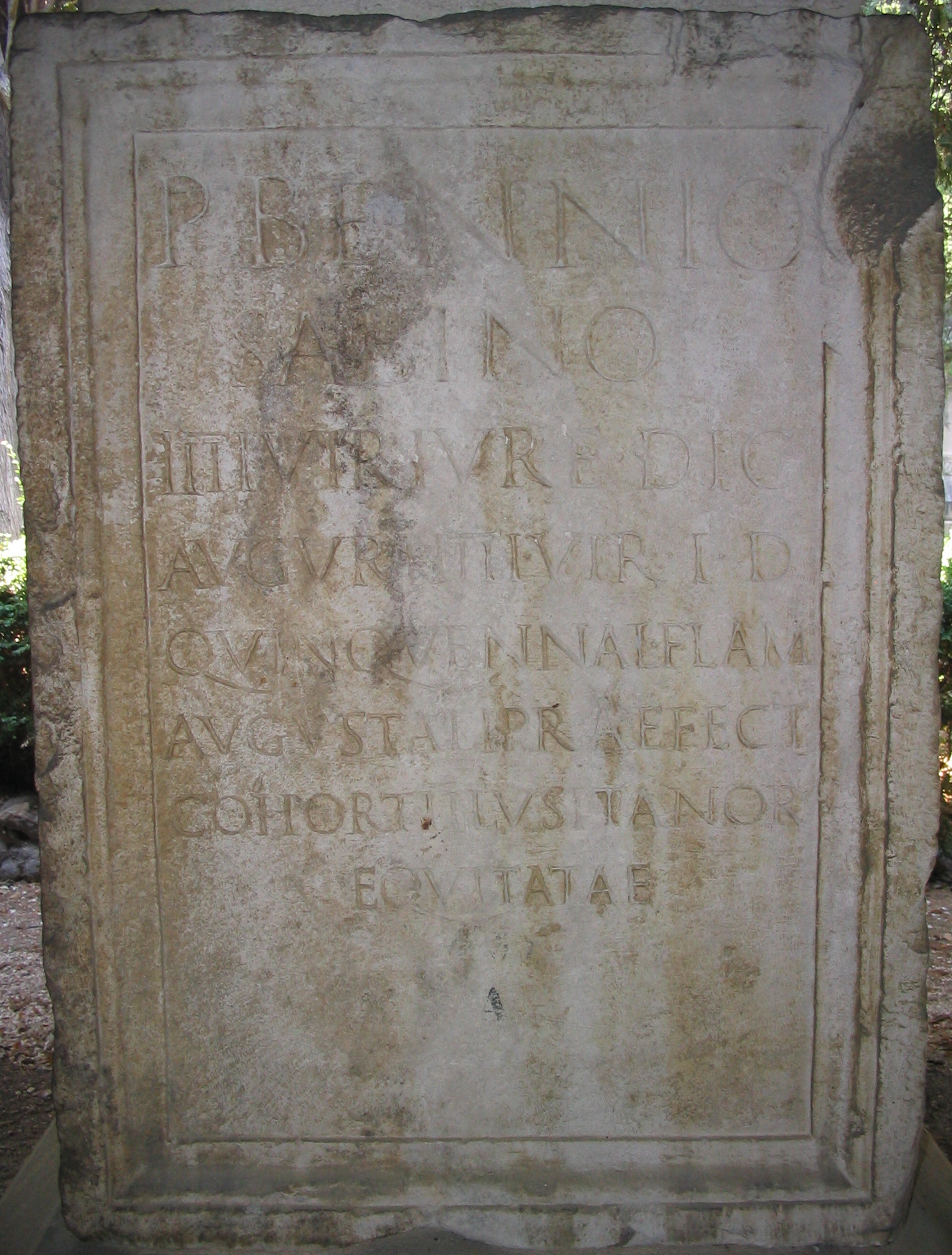
Inscripción funeraria romana procedente de Salona (Croacia), erigida en honor de Publius Bennius Sabinus Praefectus de la Cohors II Lusitanorum equitata.

La Cohors equitata fue una unidad auxiliar del Ejército Imperial Romano, formada por una combinación de infantería y caballería. 

## Historia y organización

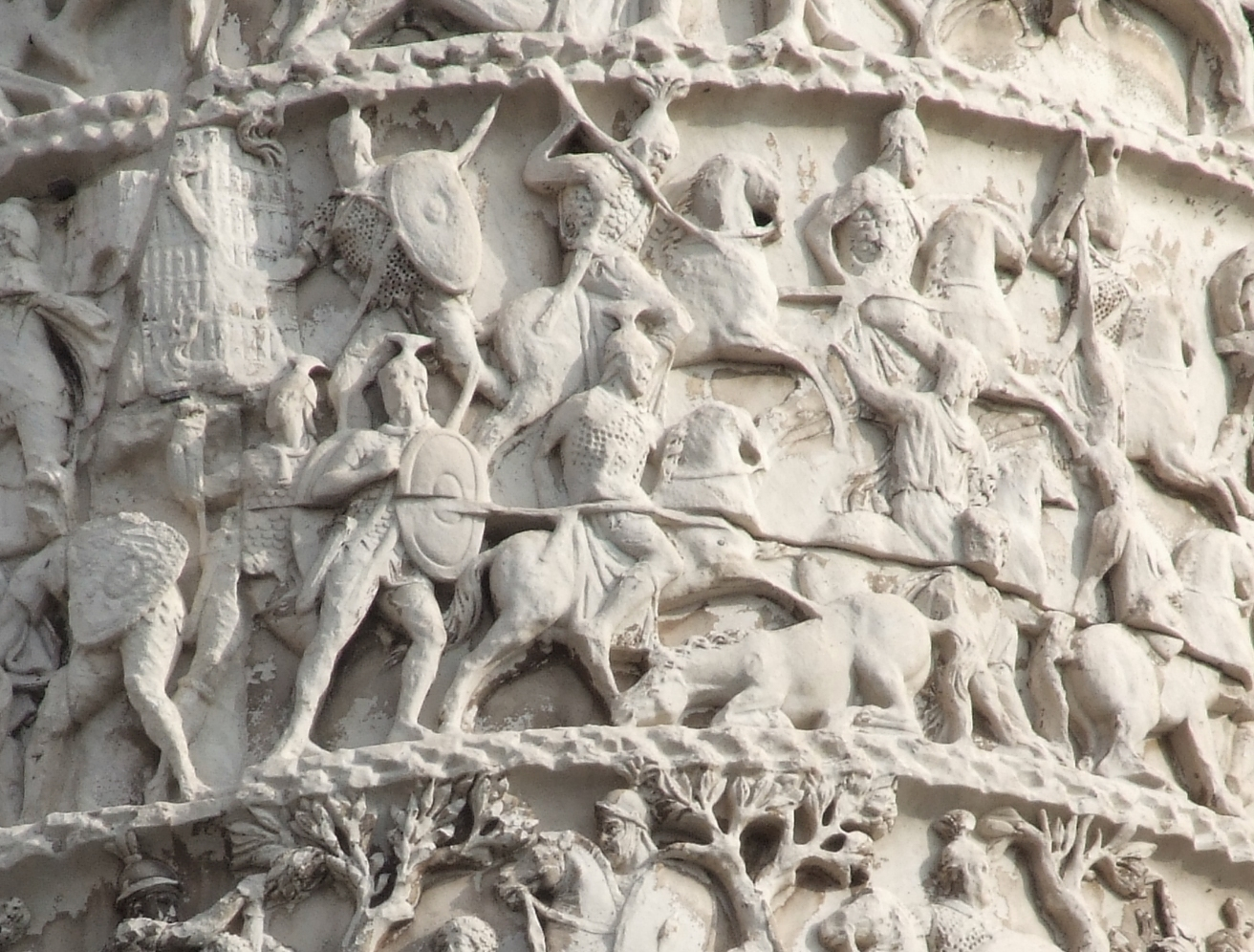
Detalle de la Columna de Marco Aurelio en Roma, en la que la soldados y jinetes de una Cohors quinquagenaria equitata atacan a un grupo de jinetes bárbaros.

Su origen se encuentra en el imperio de Augusto, quien utilizó lo observado por Julio César, su padre adoptivo, durante la Guerra de las Galias, en la que se enfrentó a los suevos de Ariovisto, quienes utilizaban una combinación de infantería ligera y caballería, desplazándose los infantes al trote junto con los jinetes y entrando en combate de forma combinada.
Desde Augusto, creador de los auxilia, se formaron unidades no romanas de infantería, cohortes, de caballería alae, y mixtas, a las que se llamó cohors equitata. Estaban formadas por seis centurias de infantería de 80 soldados a las órdenes de sendos centuriones, de iguales características a las de las cohortes peditatae ordinarias, y por cuatro turmae de caballería de 30 jinetes a las órdenes de sendos decuriones, con un total de 600 hombres a las órdenes de un praefectus cohortis del ordo equester.

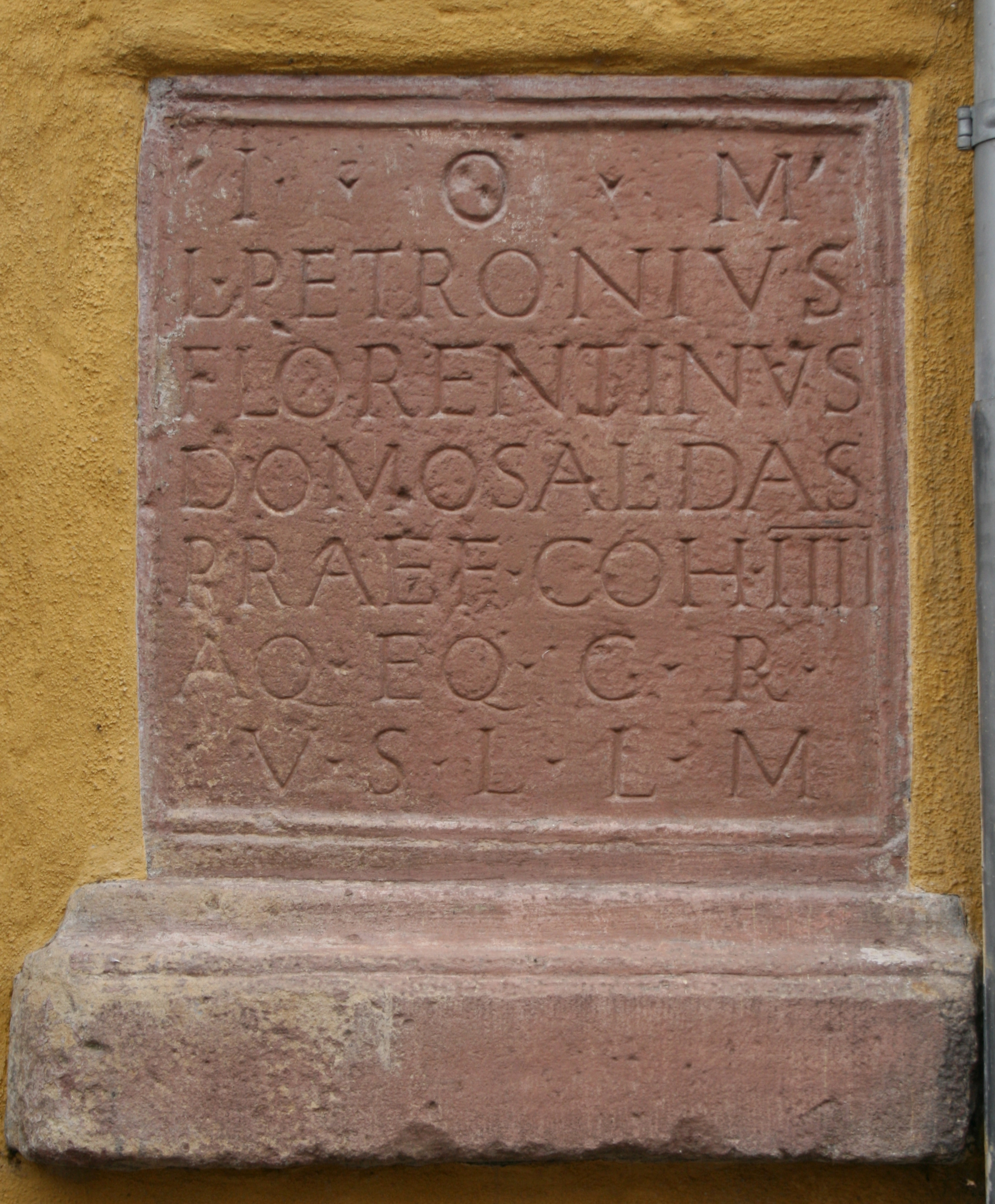
Inscripción votiva erigida en honor a Júpiter por Lucius Petronius Florentinus Praefectus de la Cohors IV Aquitaniorum equitata.

Al estar orgánicamente integradas en la misma unidad caballería e infantería, ambos tipos de soldados aprendían a luchar como armas combinadas.
Los campamentos de estas cohortes —castellum cohortis equitatae— eran una combinación de los de las alae y cohortes peditatae, con forma rectangular con cuatro puertas, un cuartel general o principia en el centro, con los horrea o almacenes y el pretorium o residencia del prefecto a los lados, y con seis barracones para la infantería y otros cuatro barracones con establos para la caballería, con una extensión de entre 1,5 y 2 ha. En las cercanías del castellum cohortis se creaba una plaza de armas en la que pudieran realizarse ejercicios de entrenamiento con los caballos, y también corrales más amplios que los establos del castellum en los que permitir pastar y moverse libremente a los nobles brutos.
A partir de la época flavia, especialmente bajo Domiciano, empezaron a reclutarse cohortes equitatae milliarae, o miliarias, formadas por 10 centurias de infantería de 80 hombres y 8 turmae de caballería de 30 jinetes, con un total de 1040 soldados, dirigidas por un tribunus cohortis milliariae.
Desde el imperio de Aureliano, la caballería de estas unidades fue progresivamente segregada para formar reservas móviles, y en las reformas de Diocleciano y Constantino I, a principios del siglo IV, estas unidades desaparecieron.

## Lista de Cohortes equitatae
- Cohors I Afrorum civium Romanorum equitata
- Cohors I Ulpia Afrorum equitata
- Cohors I Alpinorum equitata
- Cohors II Alpinorum equitata
- Cohors III Alpinorum equitata
- Cohors Apamenorum sagittariorum equitata
- Cohors I Aquitanorum veterana equitata
- Cohors II Aquitanorum equitata
- Cohors III Aquitanorum equitata civium Romanum
- Cohors I Ascalonitanorum felix equitata
- Cohors I Asturum equitata
- Cohors II Asturum equitata
- Cohors III Batavorum militaria equitata
- Cohors I Belgarum equitata
- Cohors I Breucorum quingenaria Valeria Victrix bis torquata ob virtutem appellata equitata
- Cohors I Breucorum equitata civium Romanorum
- Cohors V Breucorum equitata civium Romanorum
- Cohors III Brittanorum equitata
- Cohors III Brittonum Veterana equitata
- Cohors VI Brittonum equitata pia fidelis
- Cohors I Celtiberorum equitata civium romanorum
- Cohors Chalcidenorum equitata
- Cohors I Chalcidenorum equitata sagittariorum
- Cohors V Chalcidenorum equitata
- Cohors I Flavia Cilicum equitata
- Cohors I Civium Romanorum equitata pia felix
- Cohors II Civium Romanorum Domitiana equitata pia felix
- Cohors I Claudia equitata
- Cohors II Flavia Commagenorum equitata
- Cohors VI Commagenorum equitata
- Cohors II Augusta Cyrenaica equitata
- Cohors Cyrenaica equitata
- Cohors II Augusta Dacorum pia felix miliaria equitata
- Cohors III Dacorum equitata
- Cohors I Flavia Damascenorum miliaria equitata sagittariorum
- Cohors I Delmatarum miliaria equitata
- Cohors VI Delmatarum equitata
- Cohors VII Delmatarum equitata
- ¿Cohors II equitum?
- ¿Cohors VI. equestris?
- Cohors I Flavia equitata
- Cohors I Flavia civium Romanorum equitata
- Cohors I Galica Equitata civium romanorum
- Cohors II Gallorum Macedonica equitata
- Cohors II Gallorum equitata
- Cohors IV Gallorum equitata civium romanorum
- Cohors VII Gallorum equitata
- Cohors I Nerviana Germanorum miliaria equitata
- Cohors I miliaria Hemesenorum sagittariorum equitata civium Romanarum
- Cohors I Aelia Hispanorum miliaria equitata
- Cohors I Flavia Hispanorum miliaria equitata
- Cohors I Hispanorum veterana equitata
- Cohors I Hispanorum equitata
- Cohors II Hispanorum scutata Cyrenaica equitata
- Cohors II Hispanorum equitata pia felix
- Cohors II Hispanorum equitata civium Romanorum miliaria
- Cohors IV Hispanorum equitata
- Cohors V Hispanorum equitata
- Cohors Ituraeorum sagittariorum equitata
- Cohors II Ituraeorum equitata
- Cohors I Latobicorum et Varcianorum
- Cohors I Lepidiana equitata civium Romanorum
- Cohors I Lingonum equitata
- Cohors II Lingonum equitata
- Cohors IIII Lingonum equitata
- Cohors I Lucensium equitata
- Cohors II Lucensium equitata
- Cohors IV Lucensium equitata
- Cohors I Augusta Praetoria Lusitanorum equitata
- Cohors II Lusitanorum equitata
- Cohors III Lusitanorum equitata
- Cohors VII Lusitanorum equitata
- Cohors miliaria Maurorum equitata
- Cohors I Flavia Numidarum equitata
- Cohors I Ulpia Pannoniorum miliaria equitata
- Cohors I Pannoniorum et Dalmatarum equitata civium Romanorum
- Cohors II Ulpia Paphlagonum equitata
- Cohors III Ulpia Paphlagonum equitata
- Cohors I Ulpia Petraeorum equitata
- Cohors II Ulpia Petraeorum miliaria equitata
- Cohors III Ulpia Petraeorum miliaria equitata
- Cohors V Ulpia Petraeorum equitata
- Cohors IV Rhaetorum equitata
- Cohors VII Rhaetorum equitata
- Cohors I Aelia Sagittariorum miliaria equitata
- Cohors I Sequanorum et Rauracorum equitata
- Cohors I Thebaeorum equitata
- Cohors I Augusta Thracum equitata
- Cohors I Thracum civium Romanorum Germanica equitata
- Cohors I Thracum equitata
- Cohors I Thracum Syriaca equitata
- Cohors II Augusta Thracum equitata
- Cohors II Gemella Thracum equitata
- Cohors II Thracum equitata
- Cohors III Thracum civium Romanorum equitata bis torquata
- Cohors III Syriaca equitata
- Cohors IV Thracum equitata
- Cohors VI Thracum equitata
- Cohors I Treverorum equitata
- Cohors II Tungrorum miliaria equitata civium Latinorum
- Cohors VII Breucorum civium Romanorum equitata
- Cohors II Britannorum miliaria equitata
- Cohors II Flavia Brittonum equitata
- Cohors III Brittonum veteranorum equitata
- Cohors V Gallaecorum Lucensium equitata
- Cohors I Ubiorum equitata
- Cohors II Ulpia equitata civium Romanorum
- Cohors I Vangionum equitata
- Cohors II Varcianorum equitata
- Cohors I Fida Vardullorum civium Romanorum equitata miliaria
- Cohors II Vasconum civium Romanorum equitata